# Laotougou Zhen
Laotougou Zhen (kinesiska: 老头沟镇) är en köping i Kina. Den ligger i provinsen Jilin, i den nordöstra delen av landet, omkring 340 kilometer öster om provinshuvudstaden Changchun. Antalet invånare är 28878. Befolkningen består av 13 932 kvinnor och 14 946 män. Barn under 15 år utgör 4,0 %, vuxna 15-64 år 79 %, och äldre över 65 år 16,0 %.
Genomsnittlig årsnederbörd är 952 millimeter. Den regnigaste månaden är juli, med i genomsnitt 235 mm nederbörd, och den torraste är januari, med 7 mm nederbörd.